# Trifilia
La Trifilia o Triphylia o Triphalia è una regione del Peloponneso confinante a nord con la Pisatide, da cui la divide il fiume Alfeo, e a sud con la Messenia, dalla quale la separa la foce del fiume Neda. Il nome Trifilia, secondo l'etimologia greca, significa "tre tribù" (τρία φύλαι), essendo stato abitato in epoche diverse dagli Epei, dai Mini o Arcadi, e infine dagli Elei.

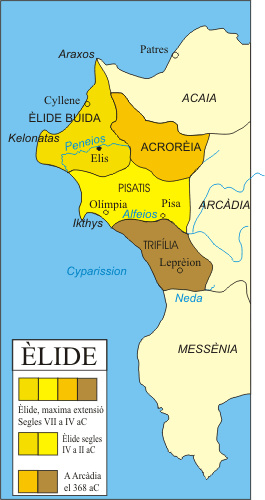
Trifilia

## Geografia storica

### Polibio
Lo storico greco Polibio dà un nome e un'etimologia diversa. Egli sostiene che il nome sia Triphalia da Triphalo, un garzone arcade.
Grazie alla sua testimonianza abbiamo conservati i nomi di molti luoghi dei quali altrimenti non si conserverebbe traccia. Innanzitutto il monte Typa, caratterizzato da numerosi dirupi, destinato ad essere luogo di pena per quelle donne sorprese, contro il divieto, a partecipare ai giochi olimpici, o colpevoli di aver attraversato il fiume Alfeo nei giorni del ciclo mestruale. Pare che questo monte desse il nome a una città che sorgeva nelle sue vicinanze, menzionata da Polibio e Strabone con i nomi di Typanèa o Typana. Nei pressi di questa vi era un'altra località detta Hypana.
Vicino a Hypana e Typanea, a circa 30 stadi dal mare, sorgeva Pylo Trifiliaco. Tra Pilo e Scillunte si ergeva il monte Menta, detto dagli antichi Minthe oggi Smyrne, che ospitava un antico santuario dedicato ad Ade. Mentre, al di là della pianura di Pylo, era un bosco sacro di Demetra.
Di fronte alla confluenza del Leuciania con l'Alfeo sorgeva Phrixa, detta anche Phaestus, posta sopra un colle scosceso, della quale ai tempi di Pausania si potevano scorgere ancora le rovine fra cui l'altare di Atena Cydonia, unico reperto del tempio a lei consacrato.
Vicino a Phrixa e l'Alfeo si trovava Epitalio, ritenuta da alcuni la Thryon o Thryoessa di Omero e da altri la Aepy dello stesso poeta.
Oltre ai fiumi principali del distretto, l'Alfeo e la Neda, altri corsi d'acqua minori irrigavano la Trifilia: il Calci, l'Anigro e lo Iardane.
Essi scendono tutti dalle falde occidentali del monte Liceo e, con un corso piuttosto breve, sfociano in mare, nel golfo di Arcadia, anticamente chiamato golfo di Ciparissia.
L'Anigro scende dal monte Lapito, dipendente dal Liceo, e le sue acque diffondono un cattivo odore, che troverebbe una spiegazione nel mito delle Pretidi. Un suo affluente aveva il nome di Acidante. Fra il Calci e l'Anigro, sulle sponde del primo, vi era un villaggio detto Calci e una sorgente chiamata Cruni.
Su tutta la spiaggia sorgevano recinti e boschetti sacri ad Artemide, Afrodite e le ninfe, oltre a tempi dedicati ad Hermes e Poseidone lungo la costa.

### Senofonte
Nei pressi di Calci, si trovava Scillunte, città rovinata dagli Elei, dove si ritirò Senofonte che vi edificò un recinto sacro e un tempio ad Artemide Efesia, presso il quale si vedeva il suo monumento sepolcrale. Il territorio di questa città dava cacce abbondanti.

### Strabone
La spiaggia fra l'Anigro e lo Iardane aveva il nome di Samico da una città chiamata Samo o Samio, ridotta ai tempi di Strabone a un cumulo di rovine, che si credeva corrispondere all'Arene di Omero. A 100 stadi di distanza dall'Anigro, nelle vicinanze del mare, aveva luogo il tempio di Poseidone soprannominato Samio, situato in un bosco di ulivi selvatici.

## Storia
Abitata da gente di stirpe arcadica, fu autonoma fino al V secolo, quando fu sottomessa dagli Elei. Nel IV secolo tornò ad essere indipendente, e nel 368 a.C. entrò nella Lega arcadica.
Nuovamente assoggettata all'Elide nel III secolo, fece poi parte della Lega acaica.
Tra le più importanti città della Trifilia vi erano Lepreos e Makistos.